# Оленина

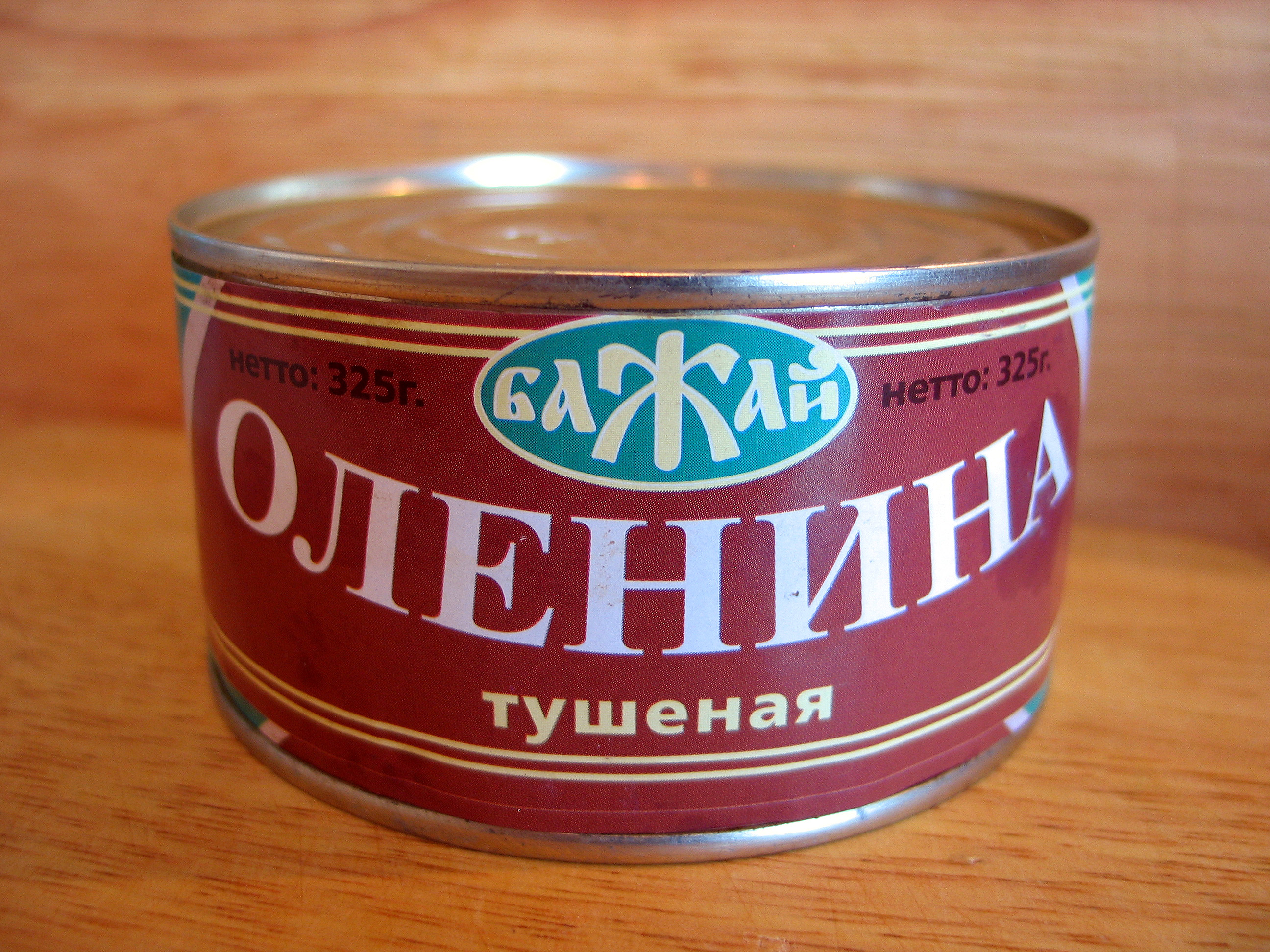
Консервная банка «Оленина тушеная».

Оленина — мясо и субпродукты, получаемые при убое оленей различных видов. Северный олень, питающийся исключительно естественным кормом и никогда не сталкивающийся с негативными атрибутами человеческой цивилизации является уникальным животным по своим биологическим ресурсам.
Оленина — это высококачественный продукт с содержанием аскорбиновой кислоты в 4-5 раз больше, чем в говядине. Особенно богаты аскорбиновой кислотой печень, почки, легкие и мозг северного оленя. Чрезвычайно высоко в оленине содержание усвояемого мио- и гемоглобинового железа, а также витаминов группы В. Обладая высокими вкусовыми и витаминными свойствами, оленина пользуется большим спросом, прежде всего, у местного коренного и старожильческого населения Арктики. Оленина относится к нежирному виду мяса, по общему химическому составу она содержит 21-23 % белка и 3,3-4,8 % жира. Такое соотношение делает оленину незаменимым продуктом диетического питания и лечебно-профилактическим продуктом для лиц, страдающих избыточным весом, холестеринемией, нарушением обмена веществ. Обладает очень высокой переваримостью — 91 %, имеет уникальное соотношение насыщенных, мононенасыщенных и полиненасыщенных жирных кислот, сходных с женским молоком. Помимо высочайших вкусовых достоинств характеризуется прекрасным аминокислотным составом белка, превосходя по этому показателю не только свинину и говядину, но и конину — общепризнанное сырьё в производстве диетических и детских продуктов питания. Уникальным является и олений жир, превосходящий свинину и особенно говядину по содержанию ненасыщенных жирных кислот.
Проведенные научные исследования показали, что мясные качества ямальских оленей достаточно высоки: при убое взрослых самцов получают тушу массой 52-66 кг, взрослых самок — 36-53 кг, убойный выход соответственно 50,3 и 49,2 %. Относительный выход массы внутренних органов составляет: сердце — 0,96-0,99 %; лёгкие — 1,39-1,48 %; печень — 1,77-2,01 %; почки — 0,22-0,23 %. При изучении морфологического состава туш установлено, что в тушах молодняка 6-месячного возраста мышечной ткани содержится в среднем 70 %, жировой 4,4 %, соединительной 8,3 %, костной 17,3 %, в тушах взрослых соответственно 70,9 % мышечной ткани; 6 % жировой; 7,1 % соединительной; 16 % костной. По показателям убойного и удельного выходов частей туши, морфологическому составу туш, содержанию белка в мясе — телята 6-месячного возраста близки к показателям взрослых животных. Данные научных исследований позволяют с уверенностью рекомендовать оленину для обычного, профилактического, лечебного, специального, реабилитационного, детского и геронтодиетического питания.
Мясо других видов оленей — пятнистого оленя, марала и прочих также употребляется в пищу как один из видов дичи. Оленина, полученная от этих видов, несколько жестковата, имеет буроватый окрас и нуждается в особых рецептах приготовления.